# Cantó de Manòsca Sud-Oest
El cantó de Manòsca Sud-Oest és un cantó francès del departament dels Alps de l'Alta Provença, situat al districte de Forcauquier. Té 2 municipis i part del de Manòsca.

## Municipis
- Manòsca
- Montfuron
- Peiravèrd

## Història
| Data d'elecció                           | Identitat         | Partit | Qualitat |
| ---------------------------------------- | ----------------- | ------ | -------- |
| 1973-1988                                | Pierre Girardot   | PCF    |          |
| 1988-2008                                | Gérard Velin      | UDF    |          |
| 2008-                                    | Sylviane Chaumont | PS     |          |
| les dades anteriors no són pas conegudes |                   |        |          |
|                                          |                   |        |          |

| 1962 | 1968 | 1975 | 1982 | 1990   | 1999   | 2006   |
| ---- | ---- | ---- | ---- | ------ | ------ | ------ |
| -    | -    | -    | -    | 10.288 | 10.591 | 12.353 |